# Rue Ansiaux
La rue Ansiaux est une rue faisant partie du quartier administratif du Longdoz à Liège en Belgique.

## Odonymie

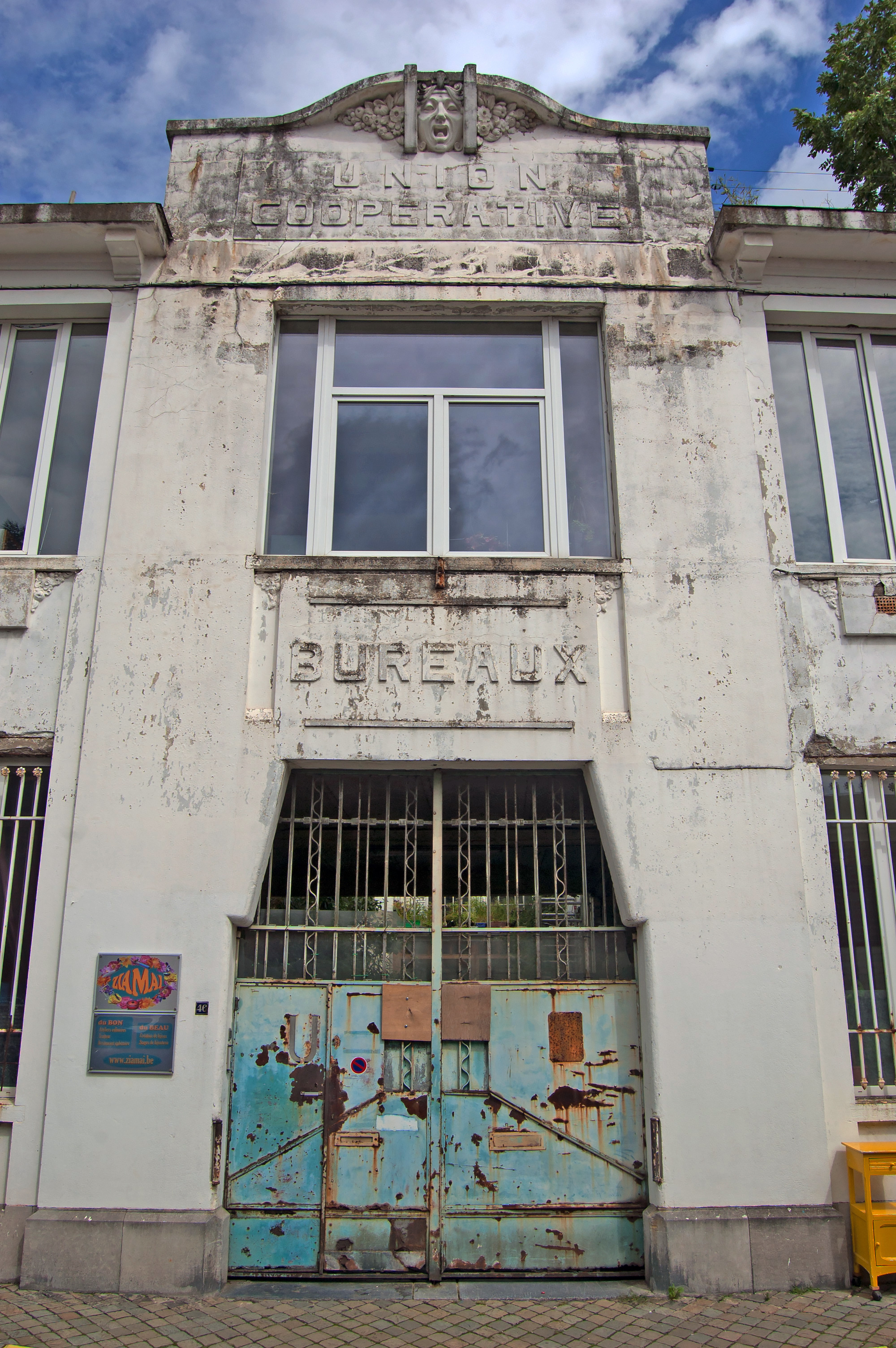
Anciens bureaux de l'Union Coopérative.

## Description
Au no 46 se trouve le bâtiment qui abritait autrefois les bureaux de l'Union Coopérative dont la boulangerie et le magasin se trouvaient rue Grétry.
La partie ouest de la rue longeait autrefois la voie ferrée de la connexion Y Cornillon qui reliait la gare de Liège-Longdoz à la ligne 40.

## Voies adjacentes
- Rue Grétry
- Impasse Magnée
- Rue de l'Usine
- Rue de Mulhouse
- Rue Basse-Wez